# Episodi di The Last Ship (quinta stagione)
La quinta e ultima stagione della serie televisiva The Last Ship, composta da 10 episodi, è stata trasmessa in prima visione assoluta negli Stati Uniti d'America dal canale via cavo TNT dal 9 settembre all'11 novembre 2018.
In Italia viene trasmessa dal 19 gennaio al 23 marzo 2019 su Premium Action. In chiaro va in onda dal 20 al 27 aprile 2020 sul 20.
| n. | Titolo originale | Titolo italiano    | Prima TV USA      | Prima TV Italia  |
| -- | ---------------- | ------------------ | ----------------- | ---------------- |
| 1  | Casus Belli      | Casus belli        | 9 settembre 2018  | 19 gennaio 2019  |
| 2  | Fog of War       | Venti di guerra    | 16 settembre 2018 | 26 gennaio 2019  |
| 3  | El Puente        | Il ponte           | 23 settembre 2018 | 2 febbraio 2019  |
| 4  | Tropic of Cancer | Tropico del Cancro | 30 settembre 2018 | 9 febbraio 2019  |
| 5  | Warriors         | Guerrieri          | 7 ottobre 2018    | 16 febbraio 2019 |
| 6  | Air Drop         | Attacco aereo      | 14 ottobre 2018   | 23 febbraio 2019 |
| 7  | Somos la Sangre  | Sangue             | 21 ottobre 2018   | 2 marzo 2019     |
| 8  | Honor            | Onore              | 28 ottobre 2018   | 9 marzo 2019     |
| 9  | Courage          | Coraggio           | 4 novembre 2018   | 16 marzo 2019    |
| 10 | Commitment       | Dedizione          | 11 novembre 2018  | 23 marzo 2019    |

## Casus belli
- Titolo originale: Casus Belli
- Diretto da: Paul Holahan
- Scritto da: Steven Kane

### Trama
Sono passati tre anni dalla carestia della ruggine rossa. Tom Chandler è stato nominato ammiraglio, attualmente insegna all'accademia navale di Annapolis, ha intrapreso una relazione con l'agente Sasha Cooper; prima del fine settimana un aspirante guardiamarina gli consegna una relazione su un possibile attacco hacker al server militare. Nel frattempo il delta team, composto da Cooper, Green, Wolf e Azima, sono a Panama per offrire la protezione americana al presidente democraticamente eletto, contrario alla politica espansionista del presidente di Gran Colombia Tavo. A Mayport è il giorno prima della festa della marina e sono presente la USS Nathan James capitanata del comandante Green, la USS J. Michener, capitanata dal capitano Garnett, e altre navi dedicate ai marinari Cruz e O'Connor e al presidente Oliver, inoltre al comando di terra sono presenti l'ammiraglio Meylan, il tenente comandante Granderson e il Capo Jeter. A Panama il presidente viene ucciso dopo essere stato visto con la squadra americana, i quali diventano i principali sospettati quindi si danno alla fuga anche se innocenti. A Mayport sono in corso i festeggiamenti, la James è appena salpata per una crociera con dei passeggeri, mentre Slattery e Chandler sono sulla Michener per parlare alla televisione, quando un virus mette fuori uso tutti i satelliti della difesa; nello stesso momento una squadra aerea compie un attacco e distrugge tutte le navi presenti uccidendo molti civili e militari, fra cui il capitano Garnett e il tenente Rios. La James riesce a salvarsi non rientrando in porto e sbarcando i passeggeri sul gommone; nel frattempo a bordo salgono l'ammiraglio Slattery e il comandante Burk, nominato primo ufficiale della nave. L'attacco aereo viene rivendicato dallo stato di Gran Colombia come rappresaglia per l'uccisione del presidente panamense.

## Venti di guerra
- Titolo originale: Fog of War
- Diretto da: Jann Turner
- Scritto da: Jill Blankenship

### Trama
Il giorno dopo l'attacco le comunicazioni criptate sono inutilizzabili come tutta la strumentazione informatica. Slattery a bordo della James deve trovare un modo di fronteggiare una corvetta nemica con solo il cannone di prua e senza che esso si possa muovere. Chandler al comando marittimo fa convocare il guardiamarina Swain, autore della relazione, lo nomina ufficiale e gli dà l'incarico di indagare con il tenente comandante Granderson. A Panama il Delta team trova un alleato nel gruppo di ribelli contro la Colombia; i ribelli devono far saltare un ponte sul canale per bloccare l'avanzata dell'esercito di terra, ma nei preparativi vengono attaccati dall'esercito colombiano che uccide diversi ribelli e ruba parte dell'esplosivo. La James riesce a distruggere la corvetta e a controllare momentaneamente il Canale dello Yucatán e inoltre trova un codice per comunicare con la base. In Colombia il presidente Tavo continua la sua propaganda verso il nord.

## Il ponte
- Titolo originale: El Puente
- Diretto da: Bill Roe
- Scritto da: Mark Malone

### Trama
Negli Stati Uniti al comando sud di Mayport continuano le ricerche per trovare il virus e il guardiamarina Swain riesce ad identificarne due. Nel frattempo i rapporti fra le varie forze armate non sono semplici: l'esercito non vuole muoversi in Messico a causa della possibilità di trovarsi in territorio ostile, i Marines sono pronti alla battaglia, ma non possiedono mezzi, infine la Marina ha sola una nave. La soluzione possibile è far stipulare un accordo fra Messico e Cuba per il pattugliamento dello stretto; il problema è che le due nazioni sono i guerra da anni e non hanno relazioni diplomatiche reciproche. L'ammiraglio Chandler si offre da mediatore a bordo della James, quindi parte per la nave a bordo di un vecchio elicottero analogico. Sulla nave i negoziati non sono semplici, i presidenti si dimostrano diffidenti e i soldati sono ostili gli uni agli altri; a rafforzare il rapporto ci pensa un attacco aereo colombiano che unisce i due fronti e prepara l'alleanza sul campo prima che sul tavolo. Il presidente degli Stati Uniti si dimostra contrario alla partenza dell'ammiraglio, più per un motivo di morale del popolo in caso di una sua morte in battaglia. Nel frattempo a Panama la squadra Delta deve trovare un modo di far saltare il ponte in breve tempo perché l'avanzata dell'esercito è imminente; per facilitare il piano Green e Cooper rapiscono il colonnello a capo della guarnigione e gli rubano il piano di attacco, mentre Wolf e Azima armano un'autocisterna piena di benzina da far saltare sul ponte. Prima della realizzazione del piano però il colonnello riesce a liberarsi e scappare, ma viene confuso per un ribelle e ucciso dal proprio esercito; il suo corpo viene infine distrutto dall'esplosione della cisterna che fa saltare il ponte bloccando l'avanzata. Nel finale dalla plancia della James l'ammiraglio Chandler manda un messaggio in alte frequenze al presidente colombiano dicendogli di aver affondato la sua nave e distrutto la sua flotta.

## Tropico del Cancro
- Titolo originale: Tropic of Cancer
- Diretto da: Bud Kremp
- Scritto da: Katie Swain

### Trama
In Colombia la furia del presidente è grande per le perdite degli ultimi giorni e vuole conquistare il porto dello Yucatan per garantirsi il petrolio, pensa quindi di far agire i suoi alleati a Cuba. A bordo della James viene studiato un piano di difesa del canale con mine, e tre zone di pattugliamento. Nel frattempo a Panama il team Delta deve raggiungere un campo di volo per prendere un aereo e tornare a casa, ma nel tragitto verso il campo finiscono in un campo minato e Wolf resta ferito ad una gamba, mentre la loro guida muore sul colpo. Per medicare la gamba di Wolf si recano in una clinica del posto che offre aiuto senza fare domande; subito dopo il loro arrivo la clinica viene presa d'assalto da un manipolo di soldati colombiani che razziano tutti i medicinali, ma non trovano il team che può proseguire verso il campo di volo dove prendono un aereo dei Narcos e riescono a tornare a casa. Nel canale dello Yucatan arriva la squadra colombiana composta da tre navi: la prima affonda a causa delle mine, la seconda viene distrutta dall'artiglieria messicana, ma riesce a mettere fuori uso la nave del Messico, la terza si dirige verso Cuba. La nave cubana sembra indietreggiare e non risponde più alla radio, infine attacca la James: non si tratta di una semplice corvetta, ma di una corazzata classe Iowa; la James resta parzialmente distrutta e deve fare rotta verso un bacino di riparazione in Florida; i messicani decidono di distruggere la postazione di rifornimento di petrolio per non farla prendere dai colombiani. Nel frattempo Tavo annuncia alla radio che Cuba è diventata sua alleata e inizia la guerra verso il nord. A Mayport il guardiamarina Swain riesce a capire che il primo virus è stato introdotto dal chip dei tesserini di accesso. Dopo aver fatto rapporto al tenente comandante Granderson, questa inizia a pensare che la fidanzata sia coinvolta per via di un messaggio inviatole poco prima del suo ingresso al lavoro nel giorno dell'attacco. Si reca a casa per parlarle e scopre che lei lavora per la repubblica di Gran Colombia e nella colluttazione che segue la Granderson resta accoltellata all'addome e muore mentre la fidanzata, Kelsie, si dà alla fuga.

## Guerrieri
- Titolo originale: Warriors
- Diretto da: Peter Weller
- Scritto da: Jill Blankenship e Onalee Hunter Hughes

### Trama
È primavera, sono passati tre mesi dalla morte della Granderson e ancora non è stata trovata la fidanzata. La Nathan James è ancora nel bacino per le riparazione dopo i colpi della corazzata e l'equipaggio è a casa con i famigliari. Per l'ammiraglio Chandler le cose in famiglia non vanno per il meglio: i figli vivono a Saint Louis e per il poco tempo che passano a casa sono in costante conflitto con il padre. Per la famiglia Green la situazione non è migliore: Danny ormai non vive più in casa ed è irrequieto per l'assenza di missioni, mentre Kara deve giostrarsi tra il figlio e la ricerca di Kelsie. Nel frattempo Miller, Jeter e i fratelli Burk si recano ad una festa per raccogliere fondi per la guerra che è sempre in una situazione di stallo a livello del Tropico del Cancro. Miller alla festa conosce una ragazza guarita appena in tempo dalla febbre rossa grazie alla cura della James. Al comando di Mayport si studia il prossimo passo, quello di prelevare lo stratega di Tavo che si trova in Giamaica per motivi non ben precisati; lì viene inviata una squadra composta da Chandler, Burk, Green, Wolf e Miller: riescono a prendere lo stratega che è in fuga dalla Colombia per gli orrori commessi dallo stesso Tavo. Lo stratega decide di fidarsi di Chandler e gli dà una chiavetta USB contenente i prossimi piani dell'esercito colombiano; mentre sono in Giamaica, l'esercito colombiano attacca l'isola e la conquista. La missione scopre una ribellione a Cuba contro Tavo e Chandler propone di sfruttare i ribelli e prendere cuba per porci una base avanzata. Dopo la missione le situazioni famigliari sembrano appacificarsi: Chandler riesce a parlare con la figlia, Green va a trovare il figlio e passa del tempo con lui e Miller inizia una relazione con la figlia della donna che aveva dato la festa per raccogliere i fondi.

## Attacco aereo
- Titolo originale: Air Drop
- Diretto da: Paul Holahan
- Scritto da: Ira Parker

### Trama
Lo stato maggiore congiunto decide di inviare supporto ai ribelli cubani per la lotta contro il presidente fantoccio di Tavo. Su un aereo si imbarcano una squadra di paracadutisti dei marines e una squadra della marina composta da Green, Cooper, Wolf, Azima e Miller; inoltre vengono caricate casse di armi e munizioni e l'ammiraglio Chandler come responsabile della missione. Una volta in prossimità della zona cubana il guardiamarina Swain dal centro di comando lancia un'interferenza radar che viene amplificata dalla James e oscura l'aereo. Una volta in prossimità del punto inizia il lancio prima dei soldati e poi delle casse di armi. Appena terminato il lancio l'aereo viene colpito da un proiettile di grosso calibro che distrugge la cabina e i piloti, l'ammiraglio Chandler ferito prende un paracadute di emergenza e si lancia atterrando su una spiaggia dove vede il passaggio di una corazzata. Nel frattempo il gruppo di lancio è atterrato molto distante dalla zona del pacco, il quale si trova nel centro de L'Avana. La squadra si mette in cammino e raggiunge il pacco, ma vengono interrotti da soldati appena svegliatisi, che con i loro colpi avvisano tutti quelli presenti nella zona. Prima che la situazione peggiori, vengono salvati dall'ammiraglio Chandler che è riuscito a contattare il capo dei ribelli, il quale è lo stesso presidente che era dovuto fuggire dalla corazzata colombiana tre mesi prima, poiché nella sua città era avvenuta una rivoluzione. Viene così deciso di creare diverse zone di combattimento contro le postazioni di Tavo. Nel frattempo in America Kelsie, l'assassina del tenente Granderson, si presenta a casa della sorella chiedendo ospitalità, ma mentre è lì riceve un messaggio dalla Colombia che le dice di prepararsi.

## Sangue
- Titolo originale: Somos la Sangre
- Diretto da: Peter Weller
- Scritto da: Hiram Martinez

### Trama
La guerra a Cuba prosegue da alcuni giorni senza novità per entrambe le parti mentre il presidente cubano si è rifugiato in un forte costruito nelle ultime settimane difeso con molti più mezzi di quanto dovrebbe essere necessario. Chandler sospetta qualcosa di grosso e decide di far muovere uomini in quella direzione, ma il forte sembra resistere; lo stesso stanno facendo i colombiani che preferiscono far cadere L'Avana invece di perdere il forte. Nel frattempo in Florida Kelsie riceve la visita di Octavio e con lui si prepara a qualcosa di grosso. A Cuba la battaglia è sempre in stallo, ma un bambino svela un passaggio che conduce all'interno del forte, nel quale si recano Wolf, Azima e due marines in attesa del segnale di attacco, ma poco prima del segnale un colpo di artiglieria colpisce la base di comando uccidendo la famiglia proprietaria. Alla base di Mayport Kelsie si presenta per essere arrestata, chiede del cibo, ma il capo Jeter dal disgusto non riesce ad assistere all'interrogatorio e va a prendere una boccata d'aria. A Cuba invece la situazione si sblocca, perché i colombiani hanno il supporto di un carro armato che semina il panico fra le linee nemiche; anche Miller resta ferito e perde le gambe, ma ancora non è fuori pericolo. Nel frattempo, un coraggioso atto di Wolf sblocca la situazione e permette al tenente Green di prendere il controllo del carro assicurandosi la vittoria e la conquista dell'isola, ma la vera scoperta è che all'interno del forte vi è una rappresentazione realistica della base di comando di Mayport. Chandler, intuite le vere intenzioni, ordina una chiusura forzata della base agli esterni, ma è ormai tardi. Kelsie ha un attacco di cuore e la squadra di soccorso si rivela essere un gruppo di guerriglieri colombiani, capitanata dal vero fidanzato di Kelsie.

## Onore
- Titolo originale: Honor
- Diretto da: Paul Holahan
- Scritto da: Onalee Hunter Hughes

### Trama
L'attacco al comando di Mayport è iniziato, il capo di stato maggiore dell'esercito viene subito ucciso, così come molte guardie; Slattery, Maylan e il capo dello staff dei marines sono fatti prigionieri insieme a molti ufficiali. Il guardiamarina Swain e il capo Jetter riescono a salvarsi rifugiandosi nel centro radio e contattando la James. A Cuba Wolf, Green, Burk e alcuni marines cercano di trovare un piano per eliminare gli assalitori con i soli due uomini disponibili. Intanto i rapitori svelano il loro piano vogliono il presidente, che è chiuso nel bunker al centro di comando, ma decide di consegnarsi prima che gli assalitori uccidano gli ostaggi; loro non vogliono che il presidente firmi la resa, anche perché non ha il potere essendo tenuto in ostaggio, ma gli vogliono fare un processo in diretta mondiale. A Cuba la squadra non riesce a trovare un piano che preveda di non sparare prima di raggiungere la sala centrale, quindi decidono di cambiare e utilizzare mezzi di fortuna trovati nella base. Nel frattempo il processo prosegue e vogliono far confessare il presidente di aver rubato le ricchezze del Sud America, inizialmente minacciando di uccidere lo stato maggiore, ma poi impiccandolo, quando il presidente decide di cedere confessando i crimini non commessi. Contemporaneamente Slattery cerca di confondere i sentimenti di Kelsie per far sì che allenti la guardia e li faccia raggiungere le armi. Dopo la confessione presidenziale, Chandler chiama i rapitori e concorda il rilascio degli ostaggi a patto che lui si consegni ad una corvetta colombiana non distante dalla James; Chandler accetta, ma decide di voler distruggere la nave una volta che il presidente è in salvo. Nel frattempo gli assalitori portano il presidente sul tetto nell'attesa della conferma della cattura di Chandler, e i due marinai ancora liberi danno atto al piano uccidendo alcune guardie e raggiungendo la sala centrale senza sparare e portando confusione in modo che i militari possano prendere le armi. Nello scontro Kelsie viene usata come scudo umano dal proprio fidanzato e uccisa. Maylan va a salvare il presidente dal primo assalitore, ma viene ucciso dal secondo facendo da scudo dal presidente stesso. Nel frattempo la James Chandler ha distrutto la corvetta con un siluro, ma il suo gommone è rimasto coinvolto nell'esplosione, e viene recuperato e riportato a bordo. Miller si risveglia e trova al suo fianco Burk che gli sta leggendo il suo libro preferito, però scopre che ha perso entrambe le gambe e non potrà più essere un marinaio.

## Coraggio
- Titolo originale: Courage
- Diretto da: Peter Weller
- Scritto da: Mark Malone e Katie Swain

### Trama
Siamo in estate il marinaio Miller ha quasi completato la sua riabilitazione in un ospedale della base, quando la sua fidanzata gli dice che le navi sono salpate la scorsa notte, allora Miller capisce che è il momento di un nuovo D-day questa volta invadendo la Colombia. Nel frattempo in Colombia i rapporti fra Tavo e il suo stato maggiore non sono i migliori, il presidente vuole continuare l'espansione verso nord anche lasciando la Colombia senza difese, inoltre si lascia condizionare facilmente dalla moglie cartomante; lo stato maggiore pensa quindi di fare un golpe per prendere il potere, uccidendo il presidente durante la cena a cui sono tutti invitati. Nel frattempo la James e la Michener sono in navigazione verso le coste della Colombia e a bordo della prima si trova tutto lo stato maggiore che deve decidere su quale spiaggia sbarcare le truppe d'assalto. La sera a cena in Colombia il presidente ha scoperto il tentativo con la lettura della moglie e ha fatto uccidere i generali tranne l'amico Martinez, il quale si presenta a cena e viene ucciso da uno stregone amico della moglie. Nel mentre la James deve attraversare un tratto di mare pattugliato da due navi. Il guardiamarina Swain lancia un'interferenza sperimentale, l'unica in grado di proteggere le due navi senza svelare la posizione e le loro intenzioni, nel mentre l'ammiraglio Chandler al sonar sente la presenza della corazzata vista a Cuba, ma non ci sono conferme dal radar, ma neppure dal riascolto del nastro. Nel frattempo una squadra composta da Burk, Green, Wolf, Azima e un marines viene inviata sulla spiaggia per analizzarla e preparare lo sbarco dell'indomani. Durante i preparativi dello sbarco vengono intercettati da una motovedetta colombiana, l'equipaggio viene ucciso prima che lanci l'allarme, ma nello scontro Burk resta ferito mortalmente. Wolf e Green ritornano sulla nave dove spiegano l'accaduto agli ufficiali, inoltre il tenente comunica alla moglie di voler tornare a casa una volta finita la guerra. Sulla nave, grazie ad un'idea del navigatore, stanno proiettando un film per alzare il morale delle truppe.

## Dedizione
- Titolo originale: Commitment
- Diretto da: Steven Kane
- Scritto da: Steven Kane

### Trama
All'alba inizia lo sbarco sui mezzi anfibi, che sono preceduti da un bombardamento, effettuato dalla James, del campo che si trova sopra la spiaggia. L'assalto si rivela una carneficina data la presenza di mitragliatrici interrate e mortai non visti la notte precedente, ma comunque riescono a conquistare la spiaggia. La James a largo viene colpita da un colpo della corazzata che la danneggia pesantemente, bloccando i portelli dei missili. Sulla spiaggia viene individuato il quartier generale di Tavo che si trova poco dentro l'entroterra, viene inviata una squadra per catturare o eliminare il presidente, ponendo così fine alla guerra. La squadra di incursori si avvicina al quartier generale e, quando viene vista, è costretta ad improvvisare. Green, Cooper, Wolf e Azima riescono ad entrare dentro la casa. La James viene colpita da un secondo colpo che ne causa l'irreparabile danneggiamento, costringendo il comandante Green ad ordinare di abbandonare la nave e distruggere tutti i documenti sensibili. Mentre tutto l'equipaggio riesce a salvarsi sulle scialuppe l'ammiraglio Chandler resta a bordo per far schiantare la James con tutti i missili armati contro la corazzata nemica. Nella residenza di Tavo, Cooper trova la moglie e il figlio facendosi dire dove si trova il marito; Wolf combatte contro le guardie del corpo di Tavo, riesce ad ucciderle, ma resta gravemente ferito; in suo soccorso corre Azima che lo fa curare dal medico del gruppo. Intanto Cooper e Green entrano nella stanza dove si trova Tavo, questo si rammarica del fatto che l'ammiraglio Chandler non si sia scomodato per lui e nel tentativo di difendersi viene ucciso da Cooper e Green. Nel frattempo a seguito dell'esplosione l'ammiraglio Chandler ha un'esperienza di semimorte, dove a bordo della James vede i compagni caduti, la dottoressa Scott, ma anche Sasha, il capo Jeter e l'ammiraglio Slattery che tentano di impedirgli di entrare in una stanza, senza riuscirci; dentro la stanza c'è Tex che gli dice di continuare la sua vita e che lui resterà lì ad aspettarlo, e gli fa vedere un filmato in cui il presidente Michener, insieme ai marinai caduti, gli dice che loro adesso prenderanno il comando della James e l'ammiraglio Maylan gli ordina di scendere a terra. Chandler si riprende e viene recuperato da una lancia con Slattery, Jeter, Green e Meja. Intanto sulla terra Wolf viene portato in salvo e curato con accanto Azima.